# 스윙 스테이트

2024년 미국 대통령 선거에서 전국 득표율(도널드 트럼프이 2% 우세) 대비 주별 득표율 지도.
범례:
민주당 해리스 후보에 대한 당파 성향 5점 미만 우세
공화당 도널드 트럼프 후보에 대한 당파 성향 5점 미만 우세
해리스에 대한 당파 성향 5~10점 우세
트럼프에 대한 당파 성향 5~10점 우세
해리스에 대한 당파 성향 10점 이상 우세
트럼프에 대한 당파 성향 10점 이상 우세

스윙 스테이트(영어: swing state) 또는 경합주(競合州)는 미국 대선에서 특정 정당이 압도적인 지지를 얻지 못한 주(state)를 뜻한다. 대부분의 주에서 선거인단 승자독식제를 채택하고 있기 때문에, 대선 때마다 경합주의 판세가 여론의 관심을 받는다. 경합주와 반대로 특정 정당이 압도적 지지를 받는 주를 안전주(安全州, safe states)라고 부르기도 한다. 안전주의 선거인단은 해당 주의 지지를 받는 당의 후보가 이미 확보한 것으로 대개 간주된다.

## 개요
미국의 대통령은 선거인단 제도를 통해 선출된다. 메인주와 네브래스카주를 제외한 나머지 48개 주와 워싱턴 D.C.는 자신들에게 할당된 선거인단이 가진 표의 힘을 집중시키기 위해 승자독식제(winner-takes-all)를 채택하고 있다. 승자독식제에 따르면, 해당 주에서 승리한 후보는 그 주 선거인단 표 전체를 가져간다. 이 때문에 대통령 후보들은 자신의 승리 혹은 패배가 이미 결정된 주에서 선거운동을 기울일 이유가 없다. 승리 혹은 패배가 이미 결정된 주에서의 선거운동이 아예 생략되는 경우도 있다.
미국 공화당의 대표적인 안전주는 텍사스주, 미시시피주, 앨라배마주, 사우스캐롤라이나주 등이다. 이 주들은 전통적으로 보수적이고 종교적인 색채를 지닌 곳들이다. 와이오밍주, 유타주, 아이다호주, 네브래스카주 등 역시 오랫동안 공화당을 지지해온 보수적인 지역이다.
반면 자유주의적 성향이 강한 캘리포니아주, 버몬트주, 매사추세츠주, 오리건주, 하와이주, 코네티컷주, 일리노이주, 로드아일랜드주, 뉴욕주에서 공화당 대선후보가 선거운동을 아무리 열심히 한다한들 선거인단을 확보하기란 쉽지 않다. 결국 대선후보가 선거운동 시간, 돈, 에너지를 집중할 곳은 어느 당이건 선거인단을 확보할 가능성이 있는 주들이 된다. 이 주들이 바로 경합주다.
예외적인 곳은 메인 주와 네브래스카 주이다. 이 두 주의 선거인단은 특정 후보가 전부 가져가지 않는다. 상원의원 숫자에 해당하는 선거인단 2명은 주 전체의 투표 결과에 따라 결정되는 반면, 하원의원 숫자에 해당하는 선거인단은 해당 선거구의 결과에 따라 결정된다. 5명의 선거인단을 가진 네브래스카 주의 경우, 2008년 4명의 선거인단은 존 매케인 공화당 후보에게, 1명은 버락 오바마 민주당 후보에게 돌아간 바 있다. 하지만 두 주의 선거인단 숫자가 적기 때문에 일반적으로 이 주들은 경합주로 분류되지 않는다. 일반적으로 메인 주는 민주당 안전주, 네브래스카 주는 공화당 안전주로 분류된다.

### 역사 속의 경합주
1888년 미국 대통령 선거에서 오하이오주, 코네티컷주, 인디애나주, 뉴저지주, 뉴욕주의 향배가 승패를 갈랐다. 1960년 미국 대통령 선거에서는 일리노이주, 텍사스주가 주요 경합주였으며, 2000년 미국 대통령 선거에서는 플로리다주, 2004년 미국 대통령 선거에서는 오하이오주가 주된 경합주였다. 1980년대부터 오하이오주는 주요 경합주로 분류됐는데, 2012년 미국 대통령 선거에서도 플로리다 주와 함께 주된 관심사로 꼽혔다.

## 비판과 대안
대통령 직선제를 주장하는 측은 선거인단 시스템 때문에 경합주가 대선의 향방을 결정짓는 데 있어 지나치게 많은 힘을 갖고 있다고 지적한다. 이들은 경합주가 분에 넘치게 많은 여론의 관심과 선거운동 자금 지출의 혜택을 받는다고 비판한다. 미국 대선 제도는 헌법 개정을 통해 바뀔 수 있지만 의회의 2/3 이상의 동의를 얻어야 하는 문제가 있다.
일부 주에서는 전국 국민투표 주간 협정(National Popular Vote Interstate Compact)을 통해 현행 대선 제도를 국민투표(직선제)로 바꾸려는 시도를 하고 있으며, 각 주의회에서 뜨거운 논쟁의 소재가 되고 있다.

## 다른 표현
- 전장주(battleground state) : 치열한 접전이 벌어지는 곳이라는 의미
- 퍼플 스테이트(purple state) : 미국 공화당의 상징색인 빨간색과 미국 민주당의 상징색인 파란색을 오가는 주라는 의미

## 같이 보기
- 적색주와 청색주
- 미국 선거인단
- 러스트 벨트
- 퍼플 아메리카(영어판)